# ダウンロード・トゥ・ドネート:ツナミ・リリーフ
『ダウンロード・トゥ・ドネート：ツナミ・リリーフ』(英語: Download to Donate: Tsunami Relief)は、2011年3月11日に発生した東日本大震災の支援を目的としたチャリティーコンピレーション・アルバム。

## 概要
今回の地震発生を受け、リンキン・パークが設立したチャリティー団体『ミュージック・フォー・リリーフ』の呼びかけで立ち上げられたチャリティ・プロジェクト「ダウンロード・トゥ・ドネート・フォー・ジャパン」が企画し、リリースされた。販売はダウンロードのみで、この収益は全額、国際援助団体『セーブ・ザ・チルドレン』へ寄付される。なお、購入は2011年5月11日まで可能で、公式ページで10ドル（もしくはそれ以上でも可）で行うことができる。これまでにリリースされた『ソングス・フォー・ジャパン』と違い、大半が未発表曲、もしくは別バージョンで占められている。日本からは、B'zも参加している。

## 収録曲
| #         | タイトル                                             | 作詞      | 作曲・編曲 | アーティスト                            | 時間 |
| --------- | ---------------------------------------------------- | --------- | ---------- | --------------------------------------- | ---- |
| 1.        | 「21 アンド・アップ」                                |           |            | ザ・レッド・ジャンプスーツ・アパラタス  | 3:05 |
| 2.        | 「ハルシネーションズ」                               |           |            | エンジェルズ・アンド・エアウェーヴズ    | 4:40 |
| 3.        | 「ベスト・プレイシーズ・トゥ・ビー・ア・マム」       |           |            | テイキング・バック・サンデイ            | 3:32 |
| 4.        | 「ブライト・ライツ」(ライヴ)                         |           |            | プラシーボ                              | 3:30 |
| 5.        | 「ドクター・ジキル&ミスター・フェイム」              |           |            | ブラック・カーズ                        | 3:20 |
| 6.        | 「Home」(英語バージョン)                             |           |            | B'z                                     | 4:14 |
| 7.        | 「テイク・イット・イージー」(ライヴ)                 |           |            | サーファー・ブラッド                    | 4:25 |
| 8.        | 「ランニング・アウェイ」(アコースティック)           |           |            | フーバスタンク                          | 3:38 |
| 9.        | 「シェッド・サム・ライト」(アコースティック・ライヴ) |           |            | シャインダウン                          | 4:42 |
| 10.       | 「ソング・フォー・ア・ソルジャー」                   |           |            | サラ・バレリス                          | 3:38 |
| 11.       | 「ハウ・ヒー・ラヴス」(ライヴ)                       |           |            | フライリーフ                            | 4:06 |
| 12.       | 「ライト・ヒア」(ライヴ)                             |           |            | ステインド                              | 4:27 |
| 13.       | 「スリージー」                                       |           |            | ベン・フォールズ                        | 3:19 |
| 14.       | 「リリーフ・ネクスト・トゥ・ミー」(ライヴ)           |           |            | テガン・アンド・サラ                    | 3:49 |
| 15.       | 「スターライト」(ライヴ)                             |           |            | スラッシュ featuring マイルス・ケネディ | 6:03 |
| 16.       | 「カラーブラインド」(ライヴ)                         |           |            | カウンティング・クロウズ                | 3:49 |
| 17.       | 「マン・オン・ザ・ムーン」(ライヴ)                   |           |            | R.E.M.                                  | 6:04 |
| 18.       | 「GMB」                                              |           |            | タリブ・クウェリ                        | 5:06 |
| 19.       | 「リズム・オブ・ラヴ」(ライヴ)                       |           |            | プレイン・ホワイト・ティーズ            | 3:25 |
| 20.       | 「セルフ・コントロール」                             |           |            | エリオット・ヤミン                      | 2:22 |
| 21.       | 「ウィッチクラフト」(ライヴ)                         |           |            | ペンデュラム                            | 4:20 |
| 22.       | 「サタデイ・ナイト・アゲイン」                       |           |            | パトリック・スタンプ                    | 3:45 |
| 23.       | 「アディクティッド」(リミックス)                     |           |            | エンリケ・イグレシアス                  | 8:31 |
| 24.       | 「イッショニ」                                       |           |            | リンキン・パーク                        | 3:51 |
| 25.       | 「ランニング・ウィズ・ア・ガン」                     |           |            | スライトリー・ストゥーピッド            | 2:59 |
| 26.       | 「ザ・ヘル・ソング」(ライヴ)                         |           |            | Sum 41                                  | 3:41 |
| 合計時間: | 合計時間:                                            | 合計時間: | 108:21     |                                         |      |